# Syrrhopodon armatus
Syrrhopodon armatus är en bladmossart som beskrevs av Mitten 1864. Syrrhopodon armatus ingår i släktet Syrrhopodon och familjen Calymperaceae. Inga underarter finns listade i Catalogue of Life.